# Karl Umlauf
Karl Umlauf (* 11. Februar 1866 in Dresden; † 28. November 1945 in Hamburg) war ein deutscher Erziehungswissenschaftler.

## Beruflicher Werdegang
Nach dem Abitur 1886 am Gymnasium Dresden-Neustadt und dem Militärdienst (1886–1887) studierte er von 1887 bis 1892 Mathematik und Physik an der Universität Leipzig. Nach der Promotion 1891 zum Dr. phil. in Leipzig bei Sophus Lie und Friedrich Engel war er von 1917 bis 1931 Schulrat des Volksschulwesens in Hamburg und von 1931 bis 1933 Honorarprofessor für Erziehungswissenschaft an der Universität Hamburg. Er war (Stand 1914) Hauptmann der sächsischen Armee im Beurlaubtenstand.

## Tod
Am 28. November 1945 starb Karl Umlauf im Alter von 79 Jahren in Hamburg.

## Schriften (Auswahl)
- Über die Zusammensetzung der endlichen continuierlichen Transformationsgruppen, insbesondre der Gruppen vom Range Null. Leipzig 1891, OCLC 793414887.
- Mathematik und Naturwissenschaften an den deutschen Lehrerbildungsanstalten. Leipzig 1912, OCLC 1016612250.
- Der mathematische Unterricht an den Seminaren und Volksschulen der Hansestädte. Leipzig 1915, OCLC 21454979.
- Das hamburgische Schulwesen. Hamburg 1931.